# Real Sport Clube
Le Real Sport Clube est un club de football portugais basé dans la ville de Queluz à l'ouest de Lisbonne.
Le club évolue au stade de Monte Abraão.

## Histoire
Le club est créé en 1951, résultant de la fusion des clubs déjà existants dans les villes de Queluz et de Massamá: le Grupo Desportivo de Queluz et le Clube Desportivo e Recreativo de Massamá.
Il évolue en Segunda Divisão B (troisième division), lors de six saisons consécutives, entre 2005 et 2011. Il se classe 1er du Groupe D de troisième division lors de la saison 2006-2007, mais n'obtient pas la montée en deuxième division, en s'inclinant lors des playoffs.
Relégué dans les division inférences en 2011, le club obtient la remontée en troisième division en 2015. La saison suivante, il se voit sacré champion de troisième division, obtenant ainsi une promotion historique en deuxième division pour la saison 2017-2018.

## Palmarès
- Championnat du Portugal de troisième division
  - Champion : 2017
- Tournoi de Abrantes
  - Vainqueur : 2007[2]

## Entraîneurs
- Octobre 2019- :  Hugo Martins
- Mars 2021- :  Luís Loureiro